# Gustave Irlet
 (octobre 2023).
Si vous disposez d'ouvrages ou d'articles de référence ou si vous connaissez des sites web de qualité traitant du thème abordé ici, merci de compléter l'article en donnant les références utiles à sa vérifiabilité et en les liant à la section « Notes et références ».
Gustave Irlet (né le 12 mars 1800 à La Chaux-de-Fonds et décédé le 12 octobre 1869 dans la même ville) est un homme politique et médecin suisse. De 1857 à 1866, il est membre du Conseil national.

## Biographie
Guste Irlet, fils de médecin, obtient un diplôme de médecin à l'Académie de Berne et aux universités de Heidelberg, Berlin et Paris. Il ouvre ensuite un cabinet médical. En 1831, Irlet prend une part active au soulèvement contre les dirigeants prussiens dans le canton de Neuchâtel en tant que républicain radical. Pendant la révolution réussie de 1848, qui conduit à la déposition du gouvernement du gouverneur Ernst von Pfuel, il est commandant local des troupes républicaines à La Chaux-de-Fonds.
À partir de 1851, Irlet officie en tant que préfet adjoint du district de La Chaux-de-Fonds et organise en 1856 la résistance locale contre la tentative de coup d'État royaliste dans le cadre de l'Affaire de Neuchâtel. En 1856, il préside le comité fondateur du journal National suisse, puis jusqu'en 1862 le comité de sa maison d'édition. Il est également président du comité d'organisation de la Fête fédérale de tir à La Chaux-de-Fonds en 1863 et membre du conseil d'administration de la Compagnie du Jura industriel. Irlet se présente avec succès aux élections du Conseil national en 1857, mais renonce à sa réélection trois ans plus tard. Il reste préfet adjoint jusqu'à sa mort.
Le graveur sur cuivre et acier Georges François Louis Jaquemot était son beau-frère.